# Дацзу (район)
Дацзу́ (кит. упр. 大足, пиньинь Dàzú) — район городского подчинения города центрального подчинения Чунцин (КНР). Назван в честь реки Дацзучуань.

## История
При империи Тан в 758 году здесь был образован уезд Дацзу. При империи Юань в 1290 году он вошёл в состав Хэчжоу (合州), при империи Мин в 1371 году был восстановлен. При империи Цин уезд был в 1662 году присоединён к уезду Жунчан, в 1728 году восстановлен.
В 1974 году в составе Чунцина был образован район Шуанцяо (双桥区).
В 2011 году постановлением Госсовета КНР уезд Дацзу и район Шуанцяо были расформированы, а на их месте был создан район Дацзу.

## Административно-территориальное деление
Район Дацзу делится на 3 уличных комитета и 24 посёлка.

## Достопримечательности
- Наскальные рельефы Дацзу, входящие в список Всемирного наследия ЮНЕСКО как «исключительное воплощение гармоничного синтеза буддизма, даосизма и конфуцианства».